# Urnalana purarensis
Urnalana purarensis is een krabbensoort uit de familie van de Leucosiidae. De wetenschappelijke naam van de soort is voor het eerst geldig gepubliceerd in 1987 door Ovaere.